# Château de Spiš
Le château de Spiš (en slovaque : Spišský hrad ; API : [spɪʃ] ) en Slovaquie orientale est l'un des plus importants sites fortifiés d'Europe centrale. Le château, aujourd'hui en ruines, se trouve au-dessus du village de Žehra dans la région de Spiš, dans le district de Spišská Nová Ves. Il fut ajouté à la liste des sites du patrimoine mondial de l'UNESCO en 1993 (en même temps que les sites annexes de Spišská Kapitula, Spišské Podhradie et Žehra).

## Histoire

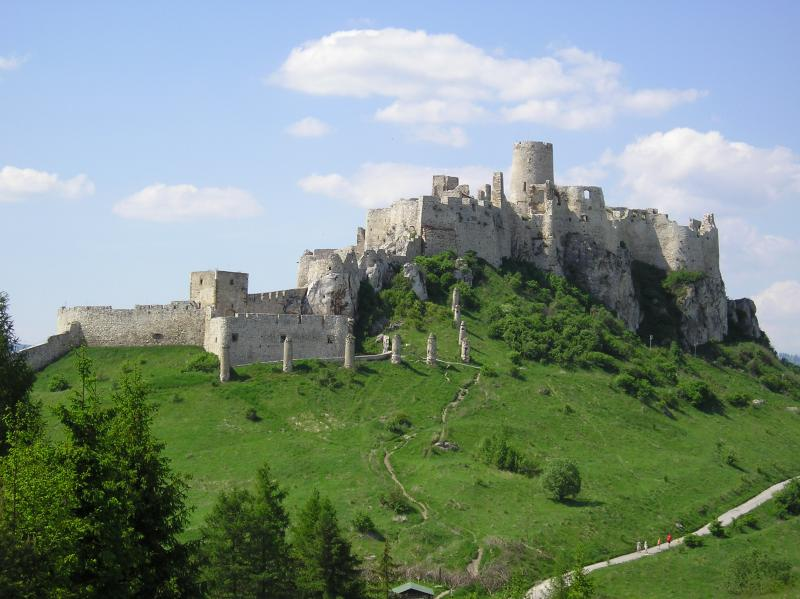
Vue du château.

Le château de Spiš fut construit au XIIe siècle sur le site d'un château plus ancien. Il appartenait aux dynasties royales d'Arpad et Anjou. À la fin du XIIIe siècle, il avait presque acquis sa forme actuelle. 
Il était le centre politique, administratif, économique et culturel du comté de Spiš. Avant 1464, il était la propriété des rois de Hongrie et résista victorieusement aux Tatars au XIIIe siècle. Il passa alors à partir de 1528 à la famille Zápolya (Zápoľský), puis à la famille Thurzo (1531 – 1635), et enfin à la famille Csáky (1638 – 1945). Il appartient depuis 1945 à l'État.
À l'origine, il a été construit en pierre dans un style roman fortifié. Une basilique gothique fut construite au cours du XIIIe siècle. Une seconde enceinte fut construite au XIVe siècle, ce qui doubla la superficie du château. Il fut entièrement reconstruit au XVe siècle ; ses murs furent rehaussés et une troisième enceinte fut construite. Une chapelle gothique tardive fut ajoutée en 1470. Les Zápolyas réalisèrent d'autres transformations gothiques tardives, qui permirent de transformer le château en une confortable résidence de famille, typique de la Renaissance tardive des XVIe et XVIIe siècles.
En 1780, le château fut victime d'un incendie et il est tombé en ruines depuis. Le château a été partiellement reconstruit au cours de la seconde partie du XXe siècle et des recherches archéologiques importantes ont été menées sur le site. 

## De nos jours
En 2006, le château a accueilli environ 170 000 visiteurs. Le château est aussi régulièrement utilisé pour des tournages cinématographiques, dont Cœur de dragon (1996), Phoenix, Kull the Conqueror (1997), Le Lion en hiver (2003), La Dernière Légion (2006).

## Galerie

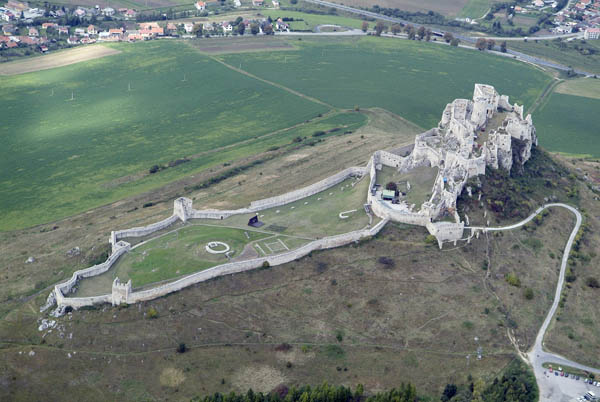
Vue aérienne d'ensemble.
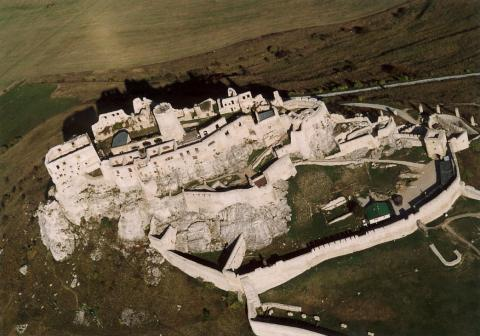
Vue aérienne.
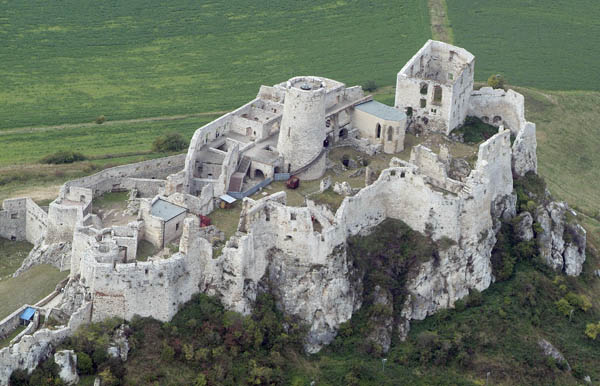
Vue aérienne.
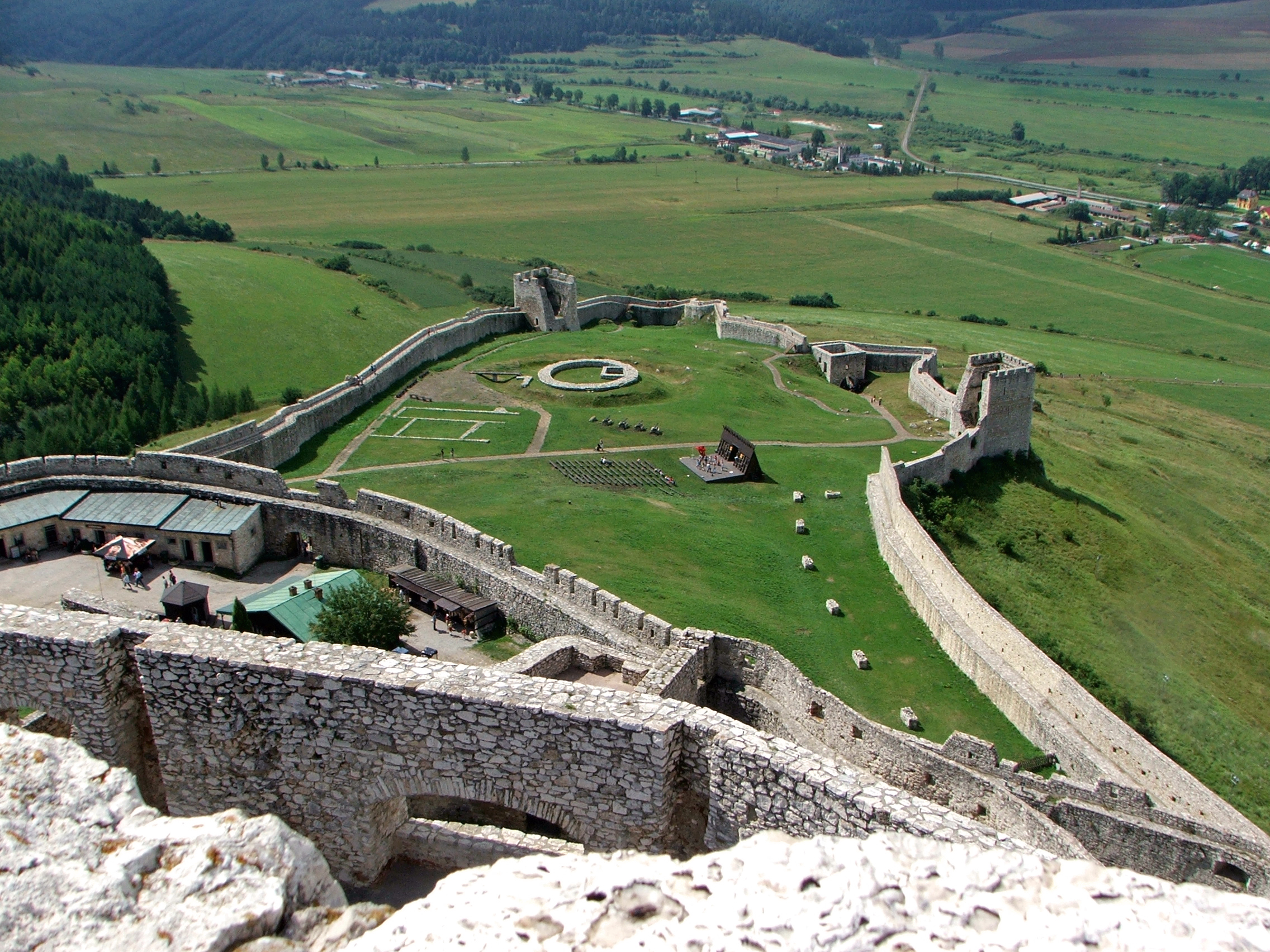
Fortifications basses.
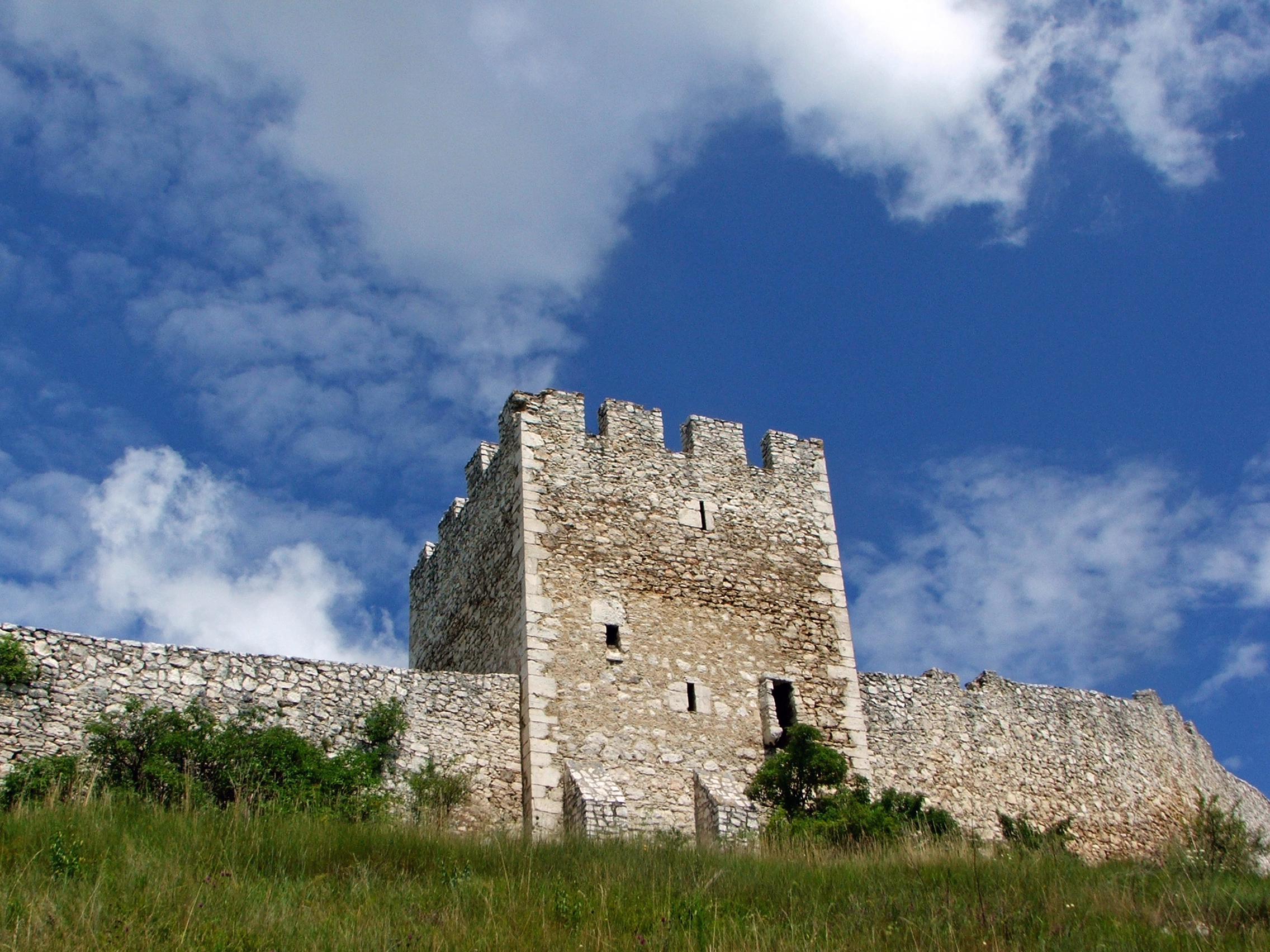
Un mur et une tour.
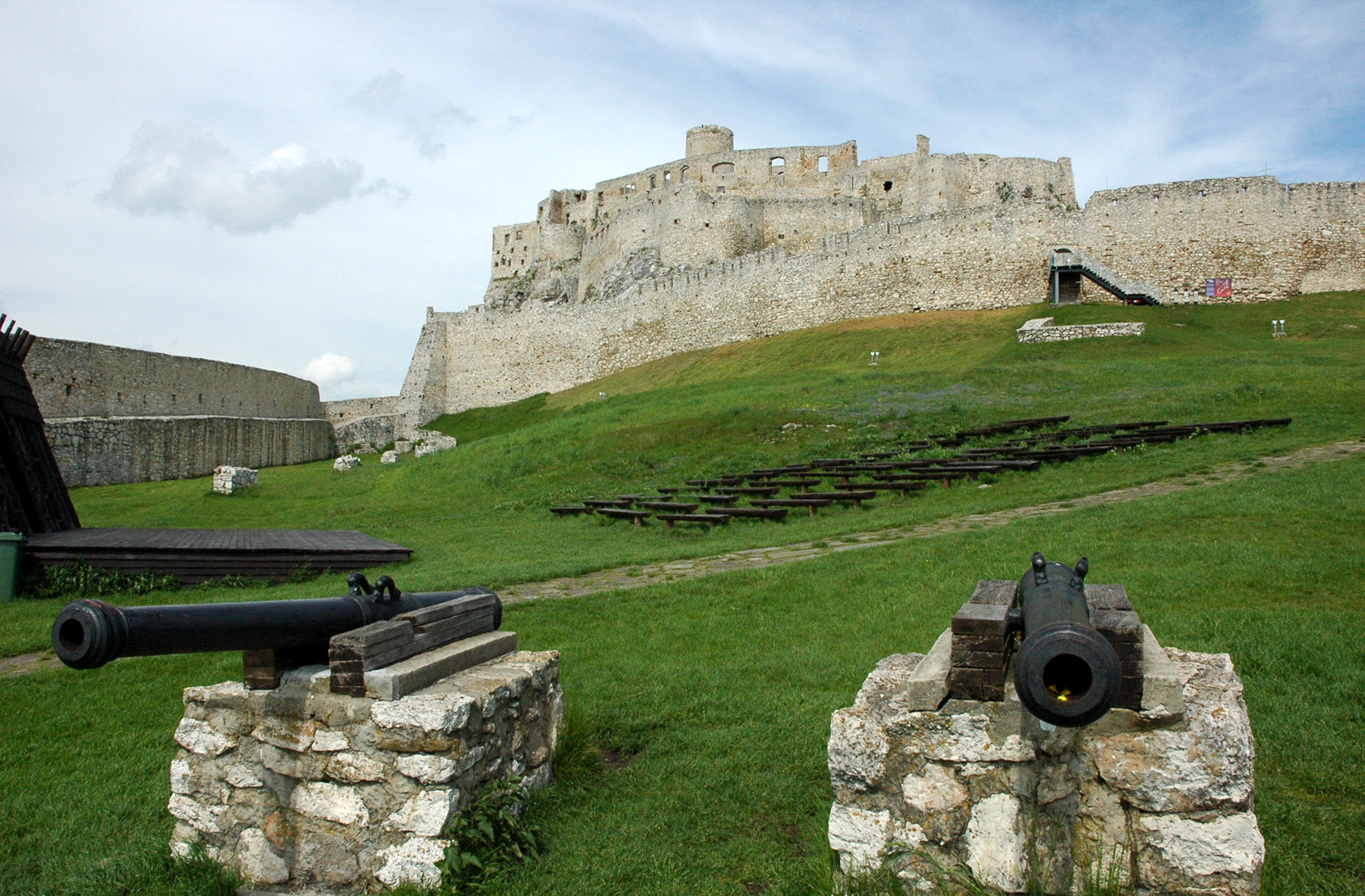
Les canons.
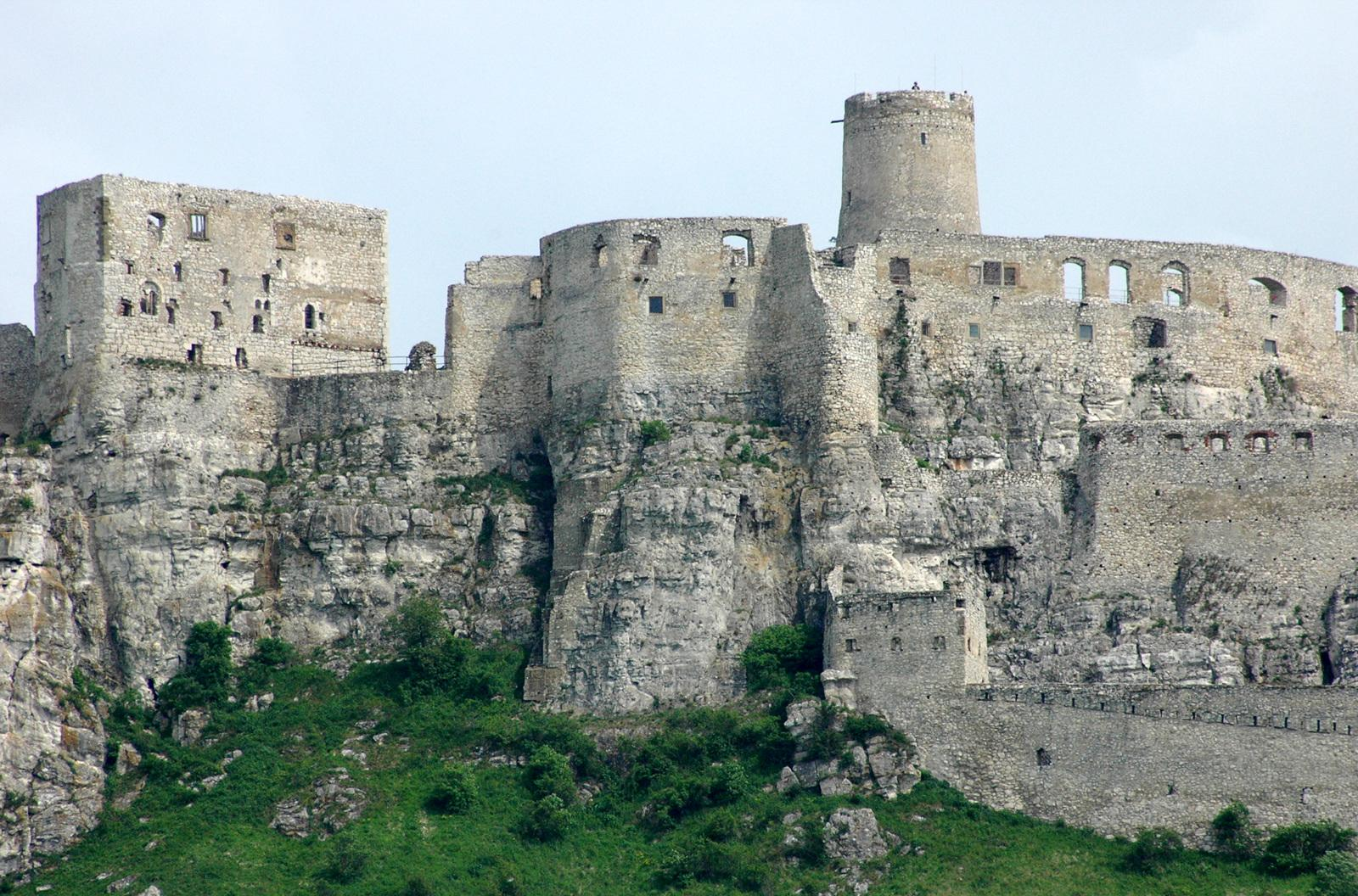
Les fondations.
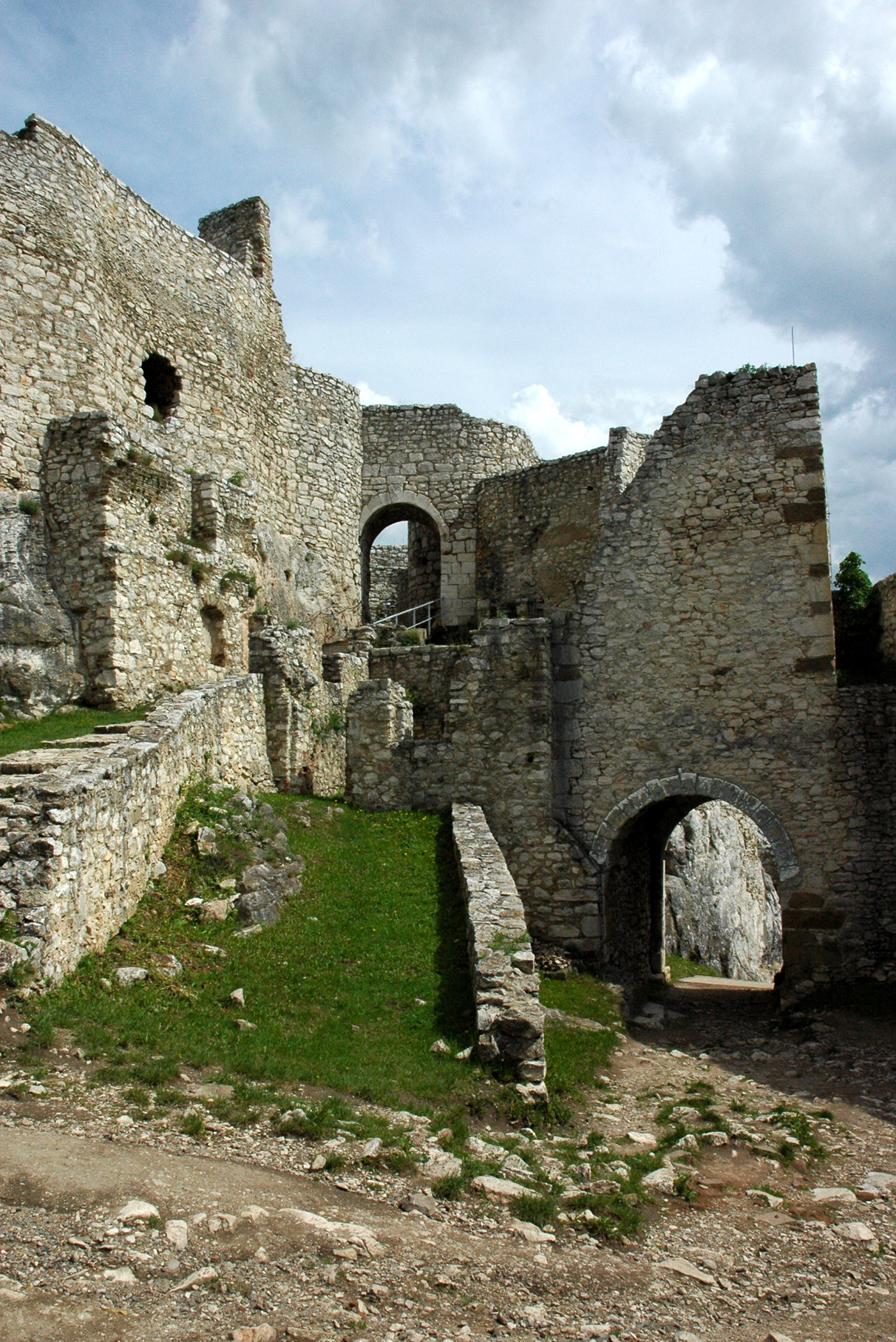
Accès au château.
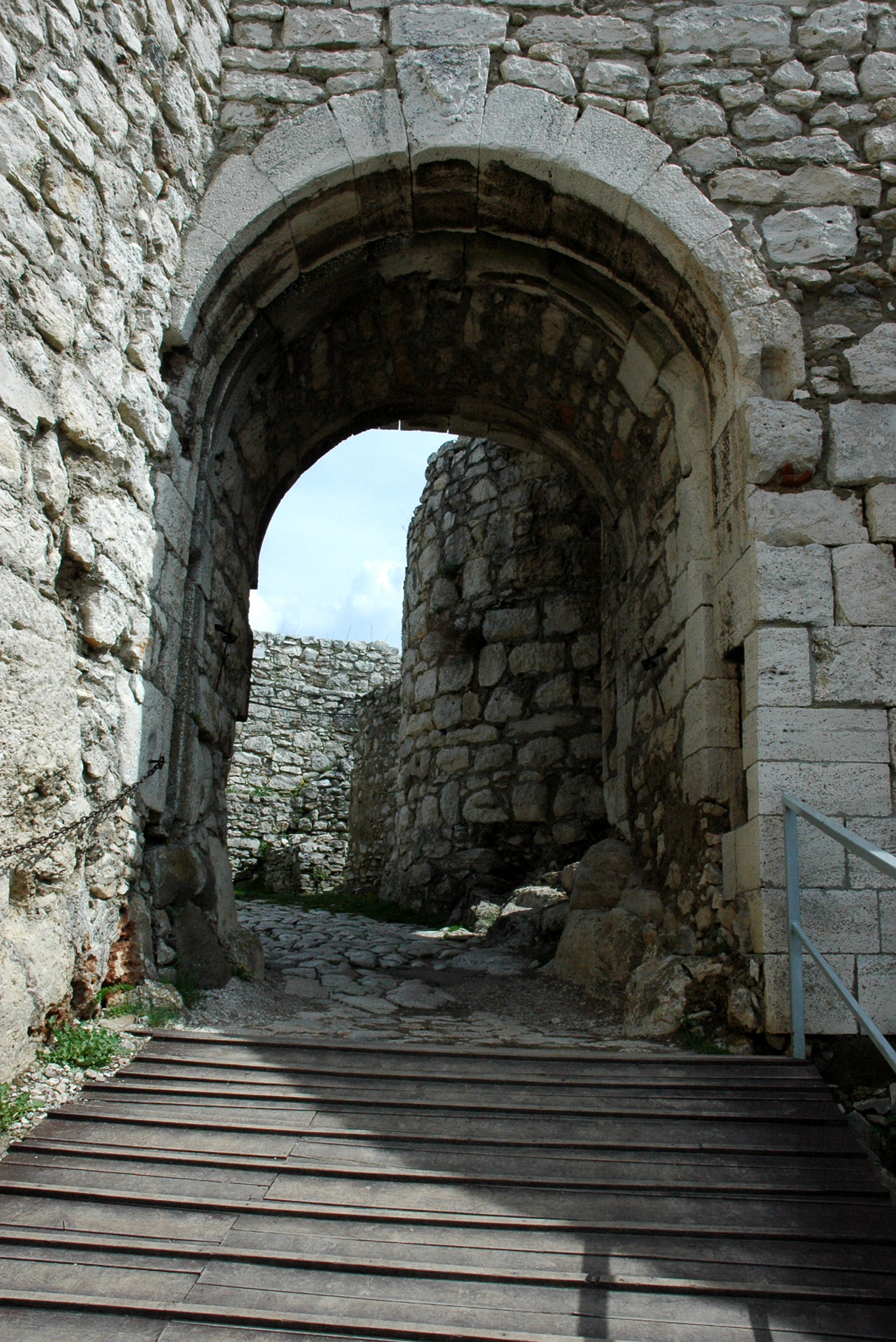
Porte.
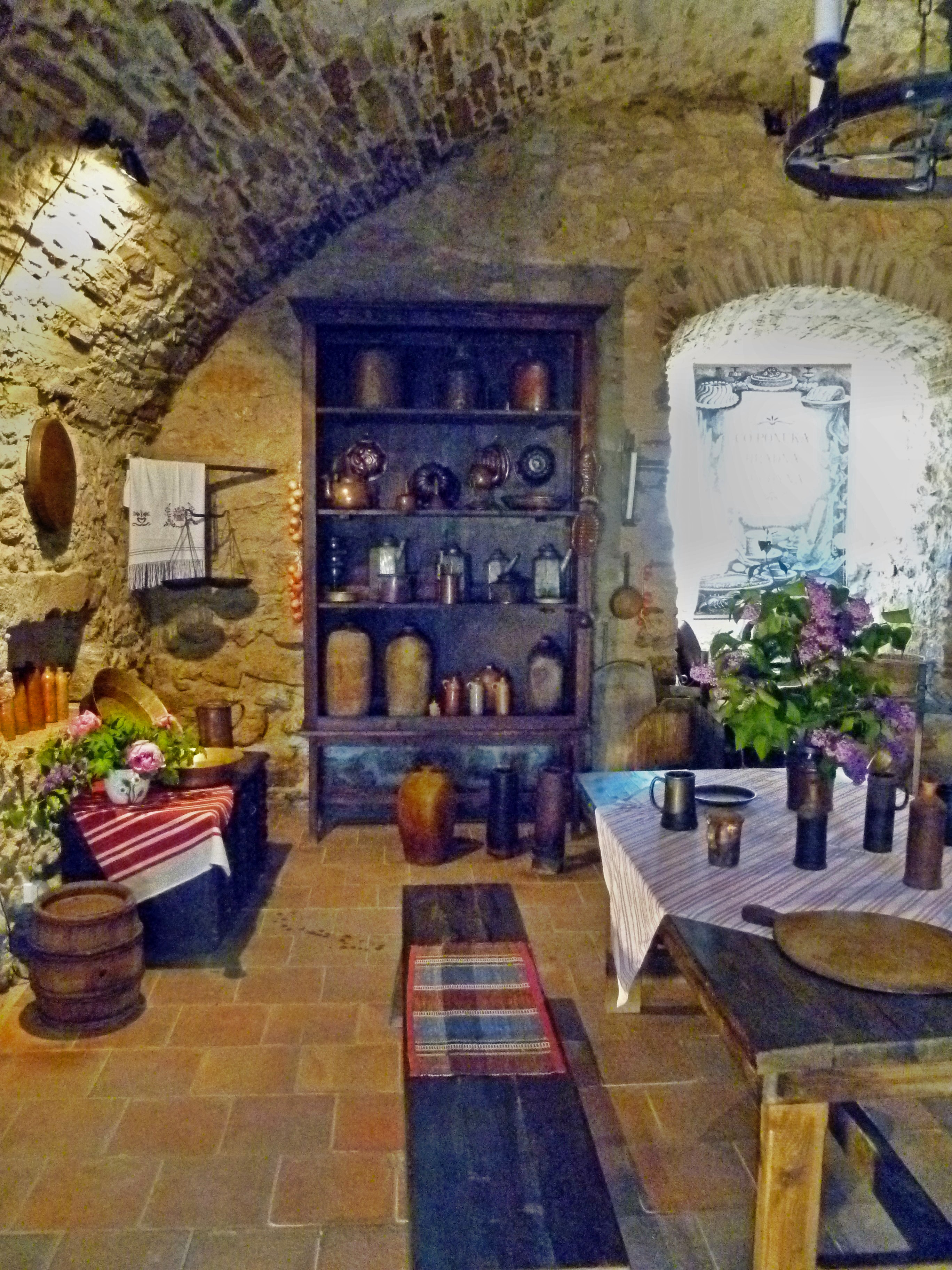
Salle à manger.
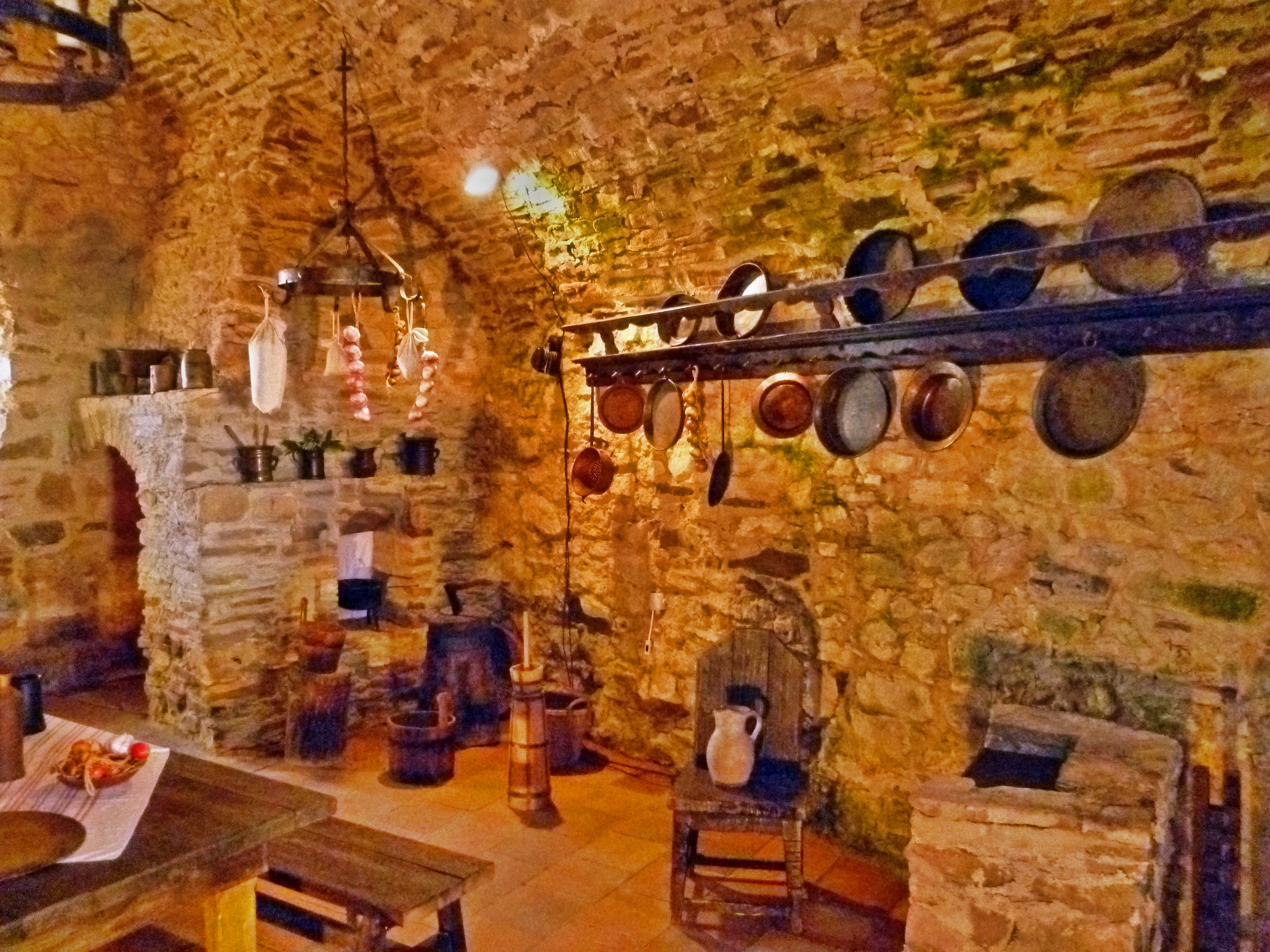
Cuisine.
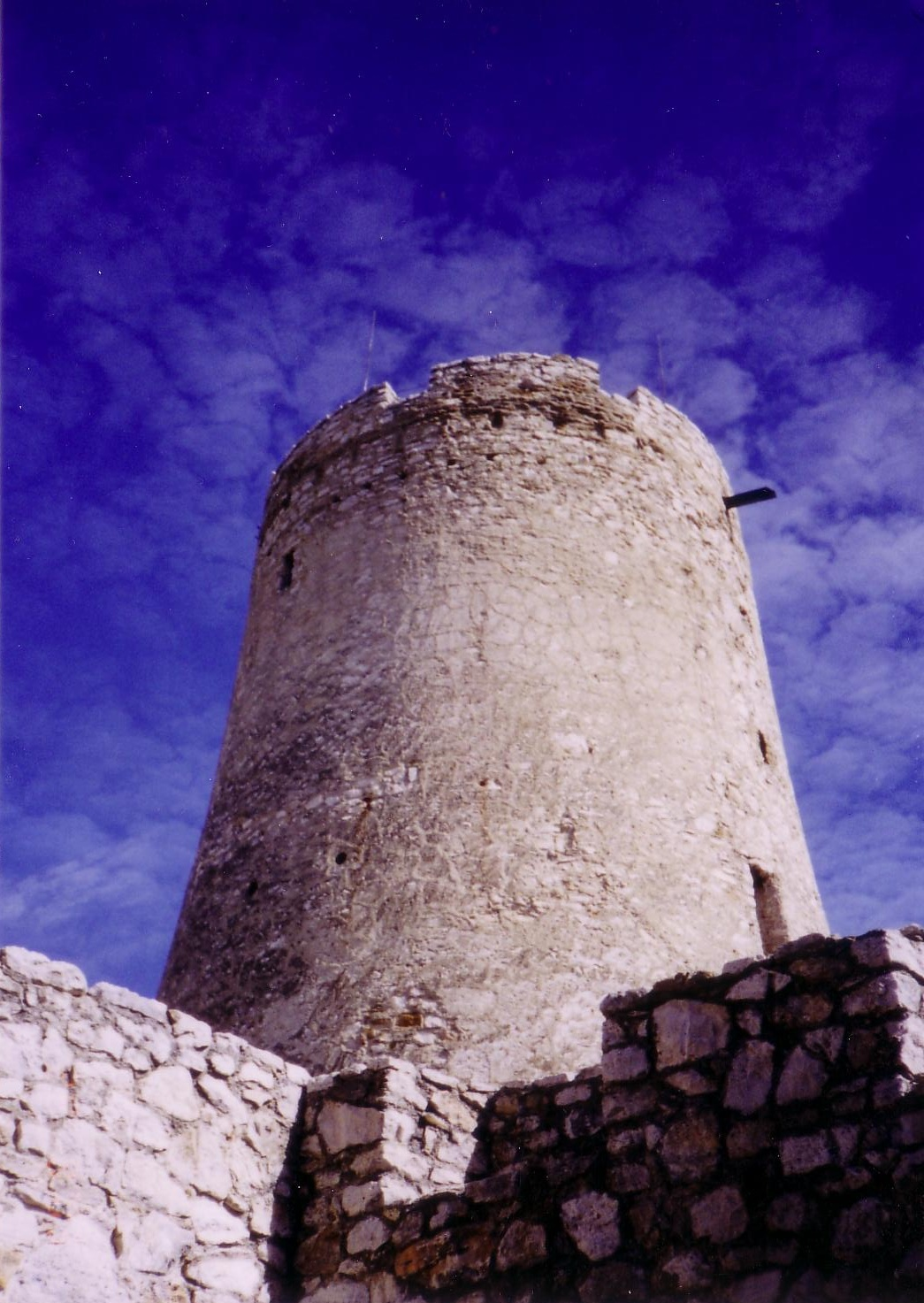
Le donjon.